# Lobatovitelliovarium fusiforme
Lobatovitelliovarium fusiforme är en plattmaskart. Lobatovitelliovarium fusiforme ingår i släktet Lobatovitelliovarium och familjen Lobatovitelliovariidae. Inga underarter finns listade i Catalogue of Life.